# Горлівський коксохімічний завод
Горлівський коксохімічний завод — підприємство коксохімічної галузі промисловості. Розташоване у м. Горлівка Донецької області.

## Історія
Горлівський коксохімічний завод був введений до експлуатації в 1928 році.
У 1929 році була побудована перша черга бензольного відділення і цех переробки кам'яновугільної смоли.
У 1931 році були введені в експлуатацію ще дві коксові батареї № 3 і № 4 проектною потужністю 651 тис.тонн в рік коксу валового 6% вологості.
У 1932 році були побудовані: аміачно-вапняне відділення, друга черга бензольного відділення, цех ректифікації сирого бензолу.
У роки Другої світової війни заводу було завдано величезної шкоди, але вже до 1950 року завод був повністю відновлений.
У 1949-1950 р.р. були перекладені коксові батареї № 1 і № 2.
У 1966-1969 р.р. була проведена перекладка коксових батарей № 3 і № 4 на печі збільшеної місткості.
У 1976 році продукція Горлівського КХЗ була удостоєна державного знака якості.

### Після відновлення незалежності
У 1994 році почалася перекладка коксової батареї № 3 проектною потужністю 466 тис.тонн в рік валового коксу 6% вологості.
У 1994 році Горлівський КХЗ був перейменований в АТЗТ «Коксан».
У зв'язку з недостатньою кількістю вугільних концентратів 20 листопада 1997 року виведено з експлуатації коксову батарею № 2, 18 грудня 1997 року - коксову батарею № 4, 25 грудня 1997 року - коксову батарею № 1. Після зупинки заводу, основні виробничі фонди знаходилися на холодній консервації.
У 2003 році, після обстеження технічного стану коксової батареї № 3, технологічного обладнання, споруд і установок вуглепідготовчого, коксового цехів і цеху уловлювання, яке проводилося Державною коксохімічною станцією м. Харків, був визначений обсяг необхідних робіт з відновлення й капітальному ремонту об'єктів I етапу першого пускового комплексу коксохімічного заводу.
Після закінчення будівельно-монтажних робіт і проведення налагоджувальних передпускових робіт на об'єктах комплексу, сушки і розігрівання коксової батареї і на підставі акту робочої комісії від 08.12.2005 року про готовність закінчених будівництвом об'єктів були розпочаті роботи з комплексних випробувань на об'єктах заводу.
Наказом №454-ОД від 08.12.2005 року було наказано приступити до завантаження коксової батареї 09.12.2005 року. 12.12.2005 року розпочато завантаження батареї шихтою, перший кокс отриманий 13.12.2005 року.
Виробнича потужність коксової батареї становить 434,0 тис. т. валового коксу 6% вологості в рік, або 408,0 тис. т. сухого валового коксу на рік. Підприємство використовує, як сировину коксівне вугілля, що пройшло збагачення.
ТОВ «ІСТЕК» пропонує до реалізації продукцію виробництва Горлівського коксохімічного заводу: кокс доменний, коксовий дріб'язок, коксовий горіх, кам'яновугільна смола. Відвантаження здійснюється з підприємства виробника, станція відправлення Горлівка.
Подальші плани розвитку ТОВ «ІСТЕК» передбачають будівництво коксової батареї №4, будівництво когенераційної установки зі спалювання коксового газу і виробництва електроенергії (її планова потужність 12,4 МВт).
 
Партнерами ТОВ «ІСТЕК» виступають: ВАТ «Запоріжсталь», ТОВ «Метінвест», ВАТ «Нікопольський завод феросплавів», ВАТ «Стахановський завод феросплавів», ВАТ «Запорізький завод феросплавів», ЗАТ «Макіївкокс» і ін. великі виробничі підприємства України.
АП. шахта ім. Засядька, шахта Білозерська, вугільна компанія Зарічна, Донецьксталь, ТОВ «Енергоімпекс».
 
Постачальниками сировини є збагачувальні фабрики Донецької та Луганської областей: Селідовська ЦЗФ, Стахановська ЗФ, Дзержинська ЦЗФ, Пролетарська ЦЗФ і ін.
Транспортні перевезення здійснює компанія ТОВ ТЕК Енерготранс.

## Потужності
Проектна потужність заводу по коксу валового 6% вологості становила:
- в 1986 р. - 1339 тис.т.год;
- в 1987-1988 рр. - 1350,9 тис.т. на рік;
- в 1990 р. - 1329,2 тис.т. на рік
- в 1991-1993 рр.- 1228,6-919,6 тис.т. на рік;
- в 1994-1996 рр. - 559,8-394,7 тис.т. на рік.